# Axel Theodor Schiøler
Axel Theodor Schiøler (danès: Axel Schiøler)  (Guldager, 11 de desembre de 1872 - Skodsborg, 28 de setembre de 1930) fou un músic danès. Notable violinista, va pertànyer a la Societat de Concerts Lamoureux, a París, i va dirigir l'Orquestra de les Societats Filharmòniques de Bergen i Copenhaguen, el teatre Popular de l'Òpera, de la capital noruega, i diverses importants societats de concerts simfònics. És autor de dues simfonies i de diversa música de cambra.

## Obra
- Chant de Fellah, per a violí i piano;
- 2 peces, Romanç (sol menor), Menuet (fa major).[2]